# マイケル・フリン
マイケル・トーマス・フリン（英: Michael Thomas Flynn、1958年12月 - ）は、アメリカの外交アドバイザー、元軍人。最終階級は陸軍中将、2012年から2014年まで国防情報局長官を務めた。2017年にトランプ大統領に国家安全保障問題担当大統領補佐官に任命されたが、ロシア疑惑の発覚を受け辞任に追い込まれた。イラク戦争やアフガニスタン紛争に従軍している。

## 略歴
1958年、ロードアイランド州ミドルタウンで、銀行家のチャールズ・フランシス・フリンと不動産業のヘレン・フランシスの子として生まれる。
1981年にロードアイランド大学経営学部（Management science）で理学士を取得した。予備役将校訓練課程（ROTC）を修了している。1981年にアメリカ陸軍に入隊し、情報畑を歩む。フリンはイスラム教について「悪性のガンである」と発言し、アメリカのメディアから宗教差別であると非難された。2016年より大統領選挙に立候補していたドナルド・トランプの軍事顧問として雇われ、選挙戦でトランプ氏に助言する一方、世界中の顧客を相手にしたコンサルティング業も行っていた。顧客にはトルコのレジェップ・タイイップ・エルドアン大統領に強いつながりを持つ人物も含まれている。2016年7月にはネオコンのマイケル・リーディンと『The Field of Fight: How We Can Win the Global War Against Radical Islam and Its Allies』という本を出版し、イスラム過激派とイランや北朝鮮など反米・反イスラエル国家への強硬姿勢を示した。
2016年10月11日に来日し、自民党本部で講演を行った。菅義偉官房長官などと会談を行っている。トランプの選挙勝利後、国防長官や大統領補佐官などに起用されることが検討されていると報じられていたが、最終的には国家安全保障問題担当大統領補佐官に指名された。
2017年2月13日、トランプ政権の国家安全保障問題担当大統領補佐官を辞任した。補佐官に就任前のフリンがセルゲイ・キスリャク・ロシア連邦駐米大使とロシア制裁問題を話し合った疑惑は、許可を受けない民間人が外交交渉に介入することを禁じる法律であるローガン法（Logan Act）に抵触するおそれがあったと報じられている。
2017年11月、トルコのエルドアン大統領の政敵でアメリカに亡命中の穏健派イスラム教指導者フェトフッラー・ギュレン師を拘束しトルコ政府に引き渡しトルコ国内に監獄島へ移送するという仕事を息子のフリン・ジュニアとともに報酬1500万ドルで受け、その打ち合わせを2016年アメリカ大統領選後の12月にトルコ政府の高級官僚らとニューヨーク市内で行っていた疑いでミュラー特別検察官が捜査を開始したと報じられた。
2017年11月、これまでトランプ側の弁護団と行っていたロシア捜査に関する情報の共有を打ち切ったと報道。ロバート・ミュラー特別検察官は12月1日、トランプ大統領の最側近だったフリンの訴追を明らかにした。駐米ロシア大使との接触に関して連邦捜査局(FBI)に偽証したとしている。1日、ワシントンの裁判所で罪を認め、捜査に全面協力すると表明、司法取引に応じた。ロシア大使との接触はトランプ氏の政権移行チーム幹部から直接指示を受けたと説明した。訴追文書では接触を指示した幹部の氏名は明らかにされていないが、米メディアはトランプ氏の「側近中の側近」の娘婿ジャレッド・クシュナー大統領上級顧問だと報じた。
フリンの声明などの要旨は次の通り。
- 昨年12月、駐米ロシア大使と対ロシア制裁を協議したことについて連邦捜査局(FBI)に虚偽の供述をした。
- ロシア大使との接触に関して、政権移行チーム幹部から指示を受けていた。
- 何カ月もの間、事実に反する糾弾に耐えるのは多大な苦痛だった。
- 有罪を認め、ミュラー特別検察官に協力することに合意したのは、家族や国家を考えてのことだ。自身の行動について全責任を負う。[14]

ミュラー特別検察官はフリンに対し実刑を求刑しない方針を明らかにしていたが、量刑言い渡しが予定されていた2018年12月18日、ワシントン連邦地裁のエメット・サリバン判事は、フリンに対し「自分の国を売り払った」と非難し厳しい禁錮刑を科す可能性を示す一方、言い渡しを延期した。2019年12月18日に改めて判決言い渡しが予定されていたが、11月27日に再度延期された。
2020年になってからFBIの捜査担当者に不正があったとして司法取引を取り下げ無罪を訴える立場に転じ、5月7日、司法省はフリンの起訴を取り下げた。4月下旬に捜査担当者のやりとりを記した内部資料が新たに発見されており、このうちフリンに対する聴取が行われた日である2017年1月24日付の手書きメモには「我々の目標は何か。真実を自白させるか、偽証させることで起訴するか（補佐官を）辞任させるか」と書かれていた。司法省は7日の文書で「新たに見つかった資料など全てを検証した」と説明しており、内部メモが起訴の取り下げにつながった可能性がある。
ワシントン連邦地裁は起訴取り下げの正式承認を見送って第三者に意見を求めていたが、6月24日にワシントンの連邦控訴裁判所は起訴撤回を連邦地裁に命じる判決を下した。同年11月25日、トランプはフリンに対し恩赦を行った。顧問弁護士はシドニー・パウエル。